# Kərimbəyli (Salyan)
Kərimbəyli è un comune dell'Azerbaigian situato nel distretto di Salyan.